# 井上都
井上 都（いのうえ みやこ、1963年（昭和38年）3月17日 - ）は、元こまつ座代表、文筆家。
井上ひさし・好子の長女として東京都に生まれる。和洋国府台女子中学校高等学校卒業後、看護助手となるが退職し、父母の仕事を手伝うようになる。1986年こまつ座入社。1987年両親の離婚により、父より代表を引き継ぎ、2001年まで務めた。しかし09年、妹の井上（石川）麻矢がこまつ座社長となると同座を離れる。母の好子によると、晩年の井上ひさしは三女の麻矢を除く2人の娘（都ならびに次女の綾）と絶縁状態にあり、みずからの入院中も見舞いを許さず、死後も通夜や葬儀や「偲ぶ会」への参加を認めなかったという。
2022年（令和4年）6月1日に山形県山形市にある公益財団法人弦地域文化支援財団の代表理事に就任。

## 著書
- 宝物を探しながら 筑摩書房 1992.9
- やさしい気持ち ベネッセコーポレーション 1997.9
- ごはんの時間―井上ひさしがいた風景― 新潮社 2016.9